# 完全犯罪の女
『完全犯罪の女』（かんぜんはんざいのおんな）は、2000年から2002年までテレビ朝日系「土曜ワイド劇場」で放送されたテレビドラマシリーズ。全3回。
「悪女による完全犯罪」と「悪女と悪女の戦い」を描く事は共通しているが、それぞれ役名や設定は異なっている。
主演の浅野は1998年11月7日にも「土曜ワイド劇場」で2，3作目と同じカトリーヌ・アルレー原作の『超完全犯罪の女医』で主演をしている。

## キャスト
第1作「2000年の完全犯罪に挑む二人の女」（2000年）
- 倉沢律子（デザイナー・フランスから20年振りに日本に帰国） - 浅野ゆう子
- 青山直之 - 橋爪淳
- 松田千鶴（青山家の家政婦） - 川口敦子
- 松田久美（白井病院 看護師） - 山下容莉枝
- 古川鉄男（偽警官） - 伊吹剛
- 白井竜彦（白井病院 医師） - 原田大二郎
- 青木由紀（青山の妻） - 河野しずか
- 佐々木（刑事） - 石田哲也
- 中西（刑事） - よしもち賢一
- クリーニング屋 - 井上正樹
- ダンジェ（青山家の犬） - リート号
- 藤村典絵（律子が空港で知り合った女性） - 山本陽子

第2作「一発勝負! 2001年 完全犯罪の女」（2001年）
- 中津川柊子（会社の企画室長） - 浅野ゆう子
- 高梨哲生（柊子の元恋人） - 名高達男
- 高梨美代子 - 高林由紀子
- 内田みず江 - 箕浦康子
- 倉持（刑事） - 山形恵介
- 権堂久 - 鴨川てんし
- 八木沢（医師） - 早川純一
- 小池久美 - 春木みさよ
- 高梨新造 - 岡橋和彦
- 木村まち子 - 南明子
- 秘書 - 増田雄一
- 青山（刑事） - 城健司
- 高梨千秋（社長の愛人） - 香山美子

第3作「100億の悪女ふたり」（2002年）
- 村木志津香（高槻財団記念病院 内科医） - 浅野ゆう子
- 高槻直人（高槻の息子） - 相島一之
- 与那嶺多恵 - 阿知波悟美
- 田浦直樹（高槻財団記念病院 整形外科医・志津香の恋人） - 宇梶剛士
- 芝田久美 - 高木りな
- 高槻昭一郎（高槻財団記念病院 オーナー・高槻化学 社長） - 神山繁
- 須藤尚 - 石橋蓮司
- 高槻美也子（高槻の後妻） - 山本陽子
- 川上（弁護士） - 山田明郷
- 坂巻（刑事） - 伊藤高
- 橋本真由美 - 春名美咲
- 白石則彰（正代の夫） - 奥村公延
- 白石正代（末期がん患者） - 遊佐ナオ子
- 木之内頼仁、三島せつ子、二聖いず美、城健司、達見寛輔、宮崎稲穂、鈴木久美子、木田有香、田村学、佐藤智美、川上司琳、川上あつ子

## スタッフ
- 原作 - ルイ・C・トーマス（第1作）、カトリーヌ・アルレー（第2作[1]・第3作[2]）
- 脚本 - 篠崎好（第1作・第2作）、深沢正樹（第3作）
- 音楽 - 甲斐正人
- 監督 - 池広一夫
- 主題歌
  - ゴスペラーズ「北極星」（第1作）
  - Kiroro「もう少し」（第3作）
- 制作 - テレビ朝日、東映

## 放送日程
| 話数 | 放送日        | サブタイトル | 脚本     | 監督     |
| ---- | ------------- | --- | -------- | -------- |
| 1    | 2000年4月01日 | 2000年の完全犯罪に挑む二人の女 見知らぬ男の妻にされた車椅子の私…犬が、水中銃が、クルーザーが襲う殺意の謎!         | 篠崎好   | 池広一夫 |
| 2    | 2001年4月07日 | 一発勝負! 2001年 完全犯罪の女 恋人を略奪し、恩人を殺した年上の女が憎い…豪華クルーザー、別荘の浴室に復讐の三重逆転 | 篠崎好   | 池広一夫 |
| 3    | 2002年4月06日 | 100億の悪女ふたり “車椅子の息子を殺して” 後妻が女医に殺人依頼! 完全犯罪のラストチャンスに究極の罠が!              | 深沢正樹 | 池広一夫 |